# أمجاون (كامروب)
أمجاون هي قرية في مقاطعة كامروب، وتقع على الضفة الشمالية لنهر براهمابوترا.

## المناخ
تتمتع المنطقة بمناخ شبه استوائي مع صيف دافئ وشتاء بارد. يتراوح معدل هطول الأمطار السنويّ من 1.5 متر إلى 2.6 متر، وهو ما يُعرض المناطق المنخفضة القريبة من نهر براهمابوترا للفيضانات في الفترة من شهر مايو حتى أغسطس.